# 설령쥐오줌풀
설령쥐오줌풀(문화어: 털쥐오줌풀)은 인동과의 여러해살이풀이다. 유럽과 북아시아 원산이며, 고대 로마 그리스때부터 약으로 썼다.